# Partito Socialista Operaio Ungherese
Il Partito Socialista Operaio Ungherese (in ungherese Magyar Szocialista Munkáspárt, MSZMP) fu il partito politico che governò la Repubblica Popolare d'Ungheria durante la guerra fredda dal 1956 al 1989. Fu organizzato da parti del Partito dei Lavoratori Ungheresi durante la rivoluzione ungherese del 1956. Il 4 novembre 1956 il partito passò sotto la direzione di János Kádár, leader vicino all'Unione Sovietica.
Nel 1989 si separò in due partiti: il Partito Socialista Ungherese e il nuovo Partito Socialista Operaio Ungherese.

## Leader del Partito Socialista Operaio Ungherese

### Segretari Generali
- János Kádár 25 ottobre 1956–22 maggio 1988
- Károly Grósz 22 maggio 1988–26 giugno 1989 (continua ad essere segretario generale fino al 7 ottobre 1989 ma è superato di grado da Rezső Nyers, il Presidente della Presidenza a quattro del Comitato Politico Esecutivo appena creato, che ha sostituito il Politburo dopo il 26 giugno 1989)

### Presidente della Presidenza del Comitato Politico Esecutivo
- Rezső Nyers 26 giugno 1989-7 ottobre 1989